# Velilla-Taramay
Velilla-Taramay es una localidad y pedanía española perteneciente al municipio de Almuñécar, en la provincia de Granada, comunidad autónoma de Andalucía. Está situada en la parte occidental de la comarca de la Costa Granadina. Cerca de esta localidad se encuentran los núcleos de Almuñécar capital, Torrecuevas y Alfamar.

## Demografía
Según el Instituto Nacional de Estadística de España, en el año 2022 Velilla-Taramay contaba con 3.274 habitantes censados, lo que representa el 12,24% de la población total del municipio.

### Evolución de la población
| Gráfica de evolución demográfica de Velilla-Taramay entre 2012 y 2022 |
|                                                                       |
| Datos según el nomenclátor publicado por el INE.                      |